# Isabelle de Ludres

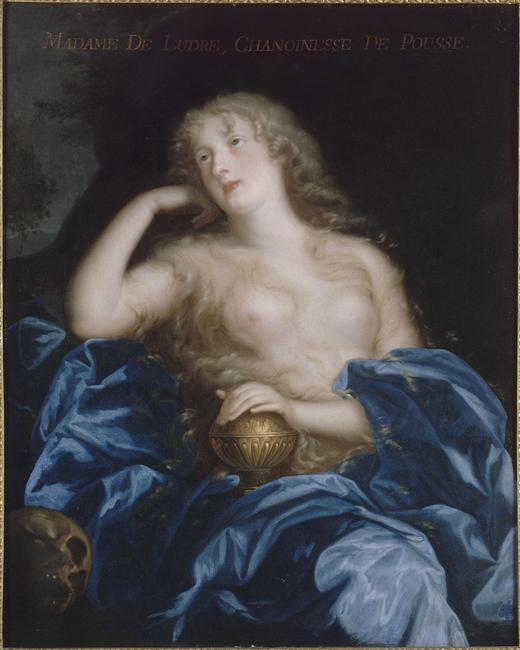
Isabelle de Ludres, portret anonim ca Maria Magdalena

Marie-Elisabeth de Ludres, cunoscută ca Isabelle de Ludres (1647 – 28 ianuarie 1726), a fost o nobilă franceză (marquise), doamnă de onoare, metresa regelui Ludovic al XIV-lea al Franței în perioada 1675-76, rivala metresei oficiale, Madame de Montespan.
S-a născut la Ludres, în ducatul de Lorena. A fost fiica lui Jean de Ludres și a Claude de Salles. În 1662, cvintagenarul Duce de Lorena și de Bar, Charles IV, în vizită la Poussay o remarcă pe tânăra de 15 ani și decide s-o ia de soție. Mai mare cu 43 de ani decât Isabelle, el este cunoscut pentru excomunicarea din cauza adulterului și bigamiei, abandonat de soția legitimă, ducesa Nicole. În 1637 cere autorizarea să se căsătorească cu metresa sa Béatrice de Cusance, prințesă de Cantecroix, cu care are doi copii.
După moartea ducesei (1657), Charles IV decide să se căsătorească cu Béatrix însă ducele este foarte aventurier. Logodna cu Isabelle durează un an de zile, apoi Charles este adus la ordine de Béatrix, cu care se căsătorește la 20 mai 1663 pentru a permite legitimarea copiilor lor. Béatrix moare la două săptămâni după nuntă, la 48 de ani. Charles IV se căsătorește apoi cu Marie-Louise d'Apremont care are 14 ani.
În 1664, Isabelle părăsește Poussay pentru curtea Franței. Devine doamnă de onoare a reginei Maria Tereza a Spaniei în 1670 și a Elisabetei Charlotte (cumnata regelui) în 1673. În 1675 începe relația cu regele Ludovic al XIV-lea.
Ludovic dorește ca relația să fie secretă și nu are planuri s-o facă favorita oficială, iar atunci când ea declară deschis că o va înlocui pe Madame de Montespan, Ludovic încheie relația lor.
Ludres părăsește Curtea în 1678 și se refugiază într-o mănăstire din Paris. În cele din urmă primește o pensie regală și se întoarce în Lorena. Este numită marchiză în 1720. A murit la 28 ianuarie 1726 la peste 80 de ani.